# Christmas Tree Farm
Christmas Tree Farm è un singolo della cantante statunitense Taylor Swift, pubblicato il 6 dicembre 2019.

## Descrizione
Taylor Swift ha scritto, registrato e pubblicato la canzone nell'arco di sei giorni. Precisamente, è stata scritta il 1º dicembre 2019, la domenica prima della sua uscita, e registrata il giorno seguente. Il titolo fa riferimento ad un vivaio di alberi di Natale a Cumru in Pennsylvania dove la cantante andava da piccola.
La canzone è stata annunciata a Good Morning America poco prima della sua pubblicazione, accompagnata da un lyric video e da un video musicale.

## Promozione
Taylor Swift si è esibita con la canzone per la prima volta al Jingle Bell Ball 2019 a Londra. L’ha poi presentata all'iHeartRadio Z100's Jingle Bell a New York il 13 dicembre 2019.
Il 22 novembre 2021 l'artista ha pubblicato una nuova versione del singolo, Christmas Tree Farm (Old Timey Version), con un accompagnamento orchestrale, reso disponibile esclusivamente su Amazon Music. Il brano è entrato in rotazione radiofonica negli Stati Uniti il successivo 29 novembre.

## Accoglienza
Chris Willman di Variety l'ha definita "calda e accogliente". Alyssa Bailey di Elle l'ha descritta come "una traccia natalizia contagiosa e personale" e il testo "riservato, allegro e romantico". Michel Mendez di Elite Daily ha elogiato le abilità di cantautrice della cantante, definendo il testo "nostalgico".

## Video musicale
Il video, diretto e prodotto dalla stessa cantante, è un montaggio di vari video della sua infanzia girati a casa sua. Appaiono inoltre suo fratello Austin e i suoi genitori Andrea e Scott.

## Tracce
Download digitale
1. Christmas Tree Farm – 3:47

Download digitale – versione dal vivo
1. Christmas Tree Farm (Recorded Live at the 2019 iHeartRadio Jingle Ball) – 4:13

## Successo commerciale
Christmas Tree Farm ha debuttato alla 59ª posizione nella Billboard Hot 100 statunitense; è inoltre entrata alla 2ª nella Digital Songs con 26 000 copie digitali vendute, e ha accumulato 7,7 milioni di riproduzioni in streaming a livello nazionale. È risultata la 19ª canzone natalizia più popolare negli Stati Uniti nella sua settimana di esordio.

## Classifiche
| Classifica (2019-21) | Posizione massima |
| -------------------- | ----------------- |
| Australia            | 96                |
| Austria              | 50                |
| Belgio (Fiandre)     | 23                |
| Canada               | 55                |
| Croazia              | 13                |
| Francia              | 107               |
| Germania             | 60                |
| Irlanda              | 51                |
| Lituania             | 83                |
| Regno Unito          | 44                |
| Spagna               | 83                |
| Stati Uniti          | 59                |
| Svizzera             | 99                |